# Nuts and Milk
Nuts and Milk es un videojuego de puzle publicado y creado por la compañía de Software Hudson Soft. El juego trata sobre dos personajes llamados Nuts y Milk.
El jugador controla a un personaje llamado Milk, el cual en cada nivel debe evitar al enemigo y rescatar a su novia que está en una casa. Cuando Milk llegue hasta donde está Nuts, el enemigo caerá al agua y Nuts y Milk se meterán en la casa. Si el enemigo cae al agua durante un nivel, se regenera nuevamente en su posición inicial; si Milk choca con el enemigo, pierde una vida.
Cada nivel tiene su truco, algunos son muy simples, con un solo enemigo, otros tienen hasta 3 enemigos; Algunos niveles hacen referencia a su número por ejemplo el nivel 2 tiene forma de 2 y el 37 de 37, sin embargo algunos otros niveles forman palabras como en nivel final que dice END (final) escrito con escaleras rosas, simbolizando que es el nivel final. Dentro de cada nivel terminado en "3" u "8" habrá un Bonus!, que es un nivel que trata de llegar hasta Nuts, antes de que acabe el tiempo.